# Ligne de Saronno à Laveno
La ligne de Saronno à Laveno ou Ligne Saronno-Varèse-Laveno est une ligne ferroviaire italienne appartenant à Ferrovie Nord Milano (FNM). C'est une ligne régionale située en région de Lombardie, elle relie les villes de Saronno et de Laveno-Mombello.